# Hot Mulligan
Hot Mulligan — американський емо-гурт з Лансінгу, штат Мічиган.

## Історія
У 2015 році Hot Mulligan випустили два мініальбоми під назвами Fenton і Honest & Cunning на Мічиганському лейблі Save Your Generation Records. Після підписання контракту з No Sleep Records у 2017 році Hot Mulligan перевидали EP під назвою Opportunities (оригінальний реліз на Save Your Generation ). У 2018 році Hot Mulligan випустили дебютний повноформатний альбом під назвою Pilot на No Sleep Records. У 2020 році вони випустили другий альбом You'll Be Fine також на No Sleep. 2023 року Hot Mulligan підписали контракт з Wax Bodega та випустили третій альбом «Why Would I Watch».

## Склад гурту
Поточний склад
- Натан «Тадес» Сенвілл — ведучий вокал (2014–дотепер)
- Кріс Фрімен — ритм-гітара, бек-вокал (2015–дотепер), ударні (2014—2015)
- Раян «Спійсі» Маліксі — соло-гітара (2016–дотепер)
- Брендон Блейклі — ударні (2016–дотепер)

Колишні учасники
- Бретт Аннелін — соло-гітара (2014—2015)
- Монтана Свабода — бас (2014—2015)
- Ділан Боуї — ритм-гітара, бек-вокал (2014—2016)
- Брендан Ламберт — ударні (2015—2016)
- Гаррет «Сніф» Вілліґ — бас (2016—2021)

Поточні гастрольні учасники
- Джона Крамер (він же Fantasy Camp) — бас (2022–дотепер)

Колишні гастрольні учасники
- Девід Дено — бас (2021—2022)

## Дискографія
Студійні альбоми
- Pilot (2018, No Sleep Records)
- You'll Be Fine (2020, No Sleep Records)
- Why Would I Watch (2023, Wax Bodega)

Мініальбоми
- Fenton (самовиданий у 2014 році, перевиданий у 2015 році на Save Your Generation Records)
- Honest & Cunning (2015, Save Your Generation Records)
- Спліт 7" з Everyone Leaves (2016, Save Your Generation Records)
- Opportunities (2016 Save Your Generation Records, 2017 перевиданий/перероблений на No Sleep Records)
- I Won't Reach Out to You (2021, Wax Bodega)
- Acoustic Vol. 1 (2021, Wax Bodega)
- Acoustic Vol. 2 (2022, Wax Bodega)
- Hot Mulligan Lofi (2023, Wax Bodega)

Альбоми-збірки
- SYG Years (2018, Save Your Generation Records)

Сингли
| Назва                                           | Рік  | Альбом            |
| ----------------------------------------------- | ---- | ----------------- |
| «Split»                                         | 2016 | Неальбомний сингл |
| «I Fell in Love with Princess Peach»            | 2017 | Неальбомний сингл |
| «All You Wanted By Michelle Branch»             | 2018 | Pilot             |
| «How Do You Know It's Not Armadillo Shells?»    | 2018 | Pilot             |
| «The Soundtrack to Missing a Slam Dunk»         | 2018 | Pilot             |
| «Feal Like Crab»                                | 2020 | You'll Be Fine    |
| «Bleed American»                                | 2021 | Неальбомний сингл |
| «Drink Milk and Run»                            | 2022 | Неальбомний сингл |
| «Shhhh! Golf Is On»                             | 2023 | Why Would I Watch |
| «Gans Media Retro Games»                        | 2023 | Why Would I Watch |
| «Shhhh! Golf Is On (Lofi)»                      | 2023 | Hot Mulligan Lofi |
| «No Shoes in the Coffee Shop (Or Socks) [Lofi]» | 2023 | Hot Mulligan Lofi |

## Тури
| Назва туру                            | Гурти-учасники | Участь з до                    | Локації           |
| ------------------------------------- | --- | ------------------------------ | ----------------- |
| First Show                            | Charmer, Secret Grief, Grounded, Hot Mulligan | 18 квітня, 2015                | Маркетт (Мічиган) |
| Headline Spring 2019 Tour             | Hot Mulligan, Belmont, Kayak Jones, Fredo Disco, Future Teens | 26 квітня — 2 червня, 2019     | США & Канада      |
| Senses Fail 2019 Fall Headliner       | Senses Fail, Hot Mulligan, Yours Truly | 7 вересня — 19 жовтня, 2019    | США               |
| Nella Vita North American Tour Part 2 | Grayscale, Hot Mulligan, WSTR, Lurk | 24 січня — 27 лютого, 2020     | США               |
| Pop Punk's Still Not Dead Tour        | New Found Glory, Less Than Jake, Hot Mulligan, LØLØ | 4 вересня — 17 жовтня, 2021    | США               |
| Headline Fall 2021 Tour               | Super American, Sincere Engineer, Prince Daddy & The Hyena | 13 листопада — 17 грудня, 2021 | США               |
| Knuckle Puck 2022 Tour                | Anxious (гурт), Meet Me @ the Altar, Hot Mulligan, Knuckle Puck | 10 лютого — 5 червня, 2022     | США & Європа      |
| Sad Summer Fest 2022 Tour             | LØLØ, Magnolia Park, Games We Play, The Summer Set, Hot Milk, State Champs, Hot Mulligan, Mayday Parade, Neck Deep, Waterparks (гурт)                                                            | 8 липня — 5 серпня, 2022       | США               |
| Knuckle Puck, Hot Mulligan            | Knuckle Puck, Hot Mulligan | 22 травня — 5 червня, 2022     | Великобританія/ЄС |
| The Hum Goes On Forever Tour          | The Wonder Years, Hot Mulligan, Carly Cosgrove | 17 лютого — 26 березня, 2023   | США & Канада      |
| First UK/EU Headline tour             | Hot Mulligan, Arms Length | 21 квітня — 1 травня, 2023     | Великобританія/ЄС |
| Sad Summer Fest 2023 Tour             | Andrew McMahon, Cliffdiver, Daisy Grenade, Dunes, Head Automatica, Hot Mulligan, L.S., Mom Jeans, Motion City Soundtrack, PVRIS, Sincere Engineer, Stand Atlantic, Taking Back Sunday, The Maine | 6 липня — 29 липня, 2023       | США               |
| Why Would I Watch Tour                | Hot Mulligan, Heart Attack Man, Spanish Love Songs, Ben Quad | 8 листопада — 17 грудня, 2023  | США & Канада      |
| Choose Your Fightour                  | Hot Mulligan, Free Throw, Just Friends, Charmer | 23 березня — 30 квітня, 2024   | США               |